# Tommy Rich
Thomas Richardson (né le 26 juillet 1956 à Hendersonville, Tennessee) est un catcheur américain.

## Jeunesse et débuts de sa carrière de catcheur
Richardson a joué au football américain au lycée. Jerry Jarrett (en), décide cependant de l'entraîner pour en faire un catcheur. 
Il fait ses débuts à la National Wrestling Alliance (NWA) Mid-America et  le 22 février 1976, il remporte son premier titre en devenant champion poids-lourds du Sud de la NWA (version Mid-America), ce règne prend fin le 20 mars,.